# Октор, Жорж
Жорж Окто́р (фр. Georges Octors; 2 апреля 1923 — 18 июня 2020) — бельгийский скрипач и дирижёр.
Родился в Бельгийском Конго. Учился в Брюссельской консерватории у Матьё Крикбоома. В 1941 г. стал лауреатом конкурса скрипачей имени Анри Вьётана.
В 1956 г. основал в Антверпене камерный оркестр «Солисты Бельгийского Баховского общества» (фр. Les Solistes de la Société Bach de Belgique). С 1960 г. работал с Бельгийским национальным оркестром в качестве ассистента Андре Клюитанса, а в 1975—1983 гг. возглавлял этот оркестр; руководил также Камерным оркестром Валлонии. С 1976 по 1989 гг. был постоянным главным дирижёром финальных концертов Конкурса имени королевы Елизаветы.
Жорж Октор являлся почётным профессором Брюссельской и Гентской консерваторий.